# 早坂一郎
早坂 一郎（はやさか いちろう、1891年〈明治24年〉12月6日 - 1977年〈昭和52年〉8月19日）は、日本の古生物学者｡島根大学学長､日本学術会議会員｡

## 経歴
宮城県仙台市に生まれる。東北帝国大学理科大学地質学教室の第一期生で、1915年に卒業、同大学講師となる。1918年に理学博士、助教授。1928年、新設の台北帝国大学理農学部教授に就任する。1940年、同大学理農学部部長に就任。戦後は金沢大学教授、北海道大学教授を経て、1958年島根大学学長に就任。
古生代の化石の研究で知られ、朝鮮､中国､台湾等の第3系化石を調査｡1952年から1953年に日本地質学会会長を務めた｡
1926年に『地学雑誌』444号に発表した論文「岩手県花巻町産化石胡桃について」には、「化石収集に便宜を与えて下さった」という謝辞の対象として「花巻の宮澤賢治氏」という記述がある。これは当時岩手県立花巻農学校（現・岩手県立花巻農業高等学校）で教員を務めていた宮沢賢治のことである。実際に早坂が現地に赴いて賢治の案内で化石を採集したのは、前年の1925年11月23日のことだった。

## 論文
- 早坂一郎「海膽化石の新産地」『地質學雜誌』第20巻第242号、日本地質学会、1913年11月、548頁、ISSN 00167630、NAID 110003014529。
- 早坂一郎「南滿洲産石炭紀無脊椎動物群並に其の時代」『地質学雑誌』第23巻第274号、日本地質学会、1916年、258-270頁、doi:10.5575/geosoc.23.258、ISSN 0016-7630、NAID 110003010158。
- 早坂一郎「山東省博山地方産石炭紀腕足類に就て」『地質学雑誌』第24巻第283号、日本地質学会、1917年、169-197頁、doi:10.5575/geosoc.24.283_169、ISSN 0016-7630、NAID 110003010176。
- 早坂一郎「新潟縣西頸城郡青海村地方に産したる古生代腕足類の或者について。 豫報」『地質学雑誌』第25巻第297号、日本地質学会、1918年、304-310頁、doi:10.5575/geosoc.25.297_304、ISSN 0016-7630、NAID 110003010542。
- 早坂一郎「地質調査報文と化石」『地質学雑誌』第28巻第339号、日本地質学会、1921年、479-480頁、doi:10.5575/geosoc.28.339_479、ISSN 0016-7630、NAID 110003014741。
- 早坂一郎「金生山産リツトニアその他の腕足類」『地質学雑誌』第32巻第379号、日本地質学会、1925年、142-146頁、doi:10.5575/geosoc.32.142、ISSN 0016-7630、NAID 110003011717。
- 早坂一郎「日本地史の研究」『地學雜誌』第38巻第7号、東京地学協会、1926年、427-428頁、doi:10.5026/jgeography.38.7_427、ISSN 0022-135X、NAID 130000987486。
- 早坂一郎「本邦産石炭紀後期腕足類化石(第五圖版附)」『地質学雑誌』第39巻第468号、日本地質学会、1932年、547-551頁、doi:10.5575/geosoc.39.547、ISSN 0016-7630、NAID 110003015465。
- 早坂一郎「化石研究に於けるX-線の應用」『応用物理』第4巻第5号、応用物理学会、1935年、184-187頁、doi:10.11470/oubutsu1932.4.184、ISSN 0369-8009、NAID 130003589226。
- 早坂一郎「本邦に産したる腕足類新穴目の一新屬」『ヴヰナス』第8巻第1号、日本貝類学会、1938年、9-13頁、doi:10.18941/venusomsj.8.1_9、NAID 110004758393。
- 早坂一郎「Mindoro島の炭田について」『地學雜誌』第55巻第7号、東京地学協会、1943年、280-283頁、doi:10.5026/jgeography.55.280、ISSN 0022-135X、NAID 130000982759。
- 早坂一郎「二貴紀腕足類新Hamletlla」『日本古生物学會報告・紀事 新編』第1953巻第12号、PALAEONTOLOGICAL SOCIETY OF JAPAN、1953年、89-95_1、ISSN 0031-0204、NAID 130004982794。
- 早坂一郎「古生物学」『動物学雑誌』第63巻第8-9号、東京動物學會、1954年、298-299頁、NAID 110003334064。
- 早坂一郎「福島県高倉山ベルム紀化石群中の頭足類について」『日本古生物学會報告・紀事 新編』第1965巻第57号、PALAEONTOLOGICAL SOCIETY OF JAPAN、1965年、8-27頁、ISSN 0031-0204、NAID 130004983038。
- 早坂一郎「ある地震の自然の記録」『地學雜誌』第82巻第1号、東京地学協会、1973年、36-37頁、doi:10.5026/jgeography.82.36、ISSN 0022-135X、NAID 130000800309。
- 長田敏明「早坂一郎 ―日本における現在主義の古生物学の先駆者―(地学者列伝)」『地球科学』第60巻第6号、地学団体研究会、2006年、513-516頁、doi:10.15080/agcjchikyukagaku.60.6_513、ISSN 0366-6611、NAID 110006152372。